# Deathstars
Deathstars is een Zweedse industrial- en gothic-metalband.

## Geschiedenis
De band werd opgericht in januari 2000. De huidige bezetting bestaat vooral uit leden van Swordmaster, een blackmetalproject met oud-leden van bands zoals Dissection en Ophthalamia. De band bestaat uit Whiplasher Bernadotte (zang), Nightmare Industries (gitaar en keyboard), Skinny Disco (basgitaar, achtergrondzang), Bone W Machine (drums) en Cat Casino (gitaar). Ze hebben drie studioalbums uitgebracht.

## Discografie

### Albums
- Synthetic Generation (Europa: 2003; Noord- en Zuid-Amerika: 2004)
- Termination Bliss (2006)
- Termination Bliss Extended (2008)
- Night Electric Night (2009)
- Night Electric Night - Gold edition (2009)
- The Perfect Cult (2013)
- The Perfect Cult – DIGIPACK (2013)

### Singles
- Synthetic Generation (2001)
- Syndrome (2002)
- Cyanide (2005)
- Blitzkrieg (2006)
- Death Dies Hard (2009)
- Black Medicine

### Muziekvideo's
- "Synthetic Generation" (2001)
- "Syndrome" (2002)
- "Cyanide" (2005)
- "Blitzkrieg" (2006)
- "Virtue To Vice" (2007)
- "Death Dies Hard" (2008)
- "Metal" (2012)